# Oberickelsheim
Oberickelsheim è un comune tedesco di 736 abitanti, situato nel land della Baviera.